# شرکت دسر
شرکت دسر (انگلیسی: Dussur) شرکت سرمایه‌گذاری عربستانی است، که در سال ۲۰۱۴ تأسیس شد.